# Margaret Abbott
Margaret Ives Abbott (Calcutta, 15 giugno 1878 – Greenwich, 10 giugno 1955) è stata una golfista statunitense.
Fu la prima donna americana a vincere un evento olimpico, il torneo femminile di golf alle Olimpiadi di Parigi 1900, senza mai però sapere che si trattasse dei Giochi olimpici.
Nata a Calcutta, all'epoca capitale del Raj britannico, Abbott si trasferì con la famiglia a Chicago nel 1884, imparando a giocare a golf in un club cittadino. Nel 1899, viaggiò con sua madre a Parigi per studiare arte e qui, l'anno seguente, si iscrisse insieme alla genitrice ad un torneo femminile di golf. Senza intuire si trattasse della competizione del golf ai Giochi della II Olimpiade, Abbott vinse il torneo con un punteggio di 47 colpi (mentre sua madre si piazzò settima), ricevendo in premio una ciotola di porcellana (le consuete medaglie verranno infatti assegnate solamente dall'edizione di Saint Louis 1904).
Nel dicembre 1902 sposò lo scrittore Finley Peter Dunne, autore di satira politica e creatore di "Mr. Dooley", con il quale si trasferì a New York e dal quale ebbe 4 figli, tra cui Philip Dunne. Abbott morì all'età di 76 anni nel 1955, non realizzando mai di essere stata campionessa olimpica.

## Biografia

### Infanzia ed adolescenza
Margaret Ives Abbott nacque il 15 giugno 1878 a Calcutta da Charles e Mary Ives Abbott. Suo padre era un ricco mercante statunitense che morì nel 1879. Margaret, insieme a sua madre ed ai suoi fratelli, si trasferì da parenti a Boston. Durante la sua adolescenza, sua madre trovò un lavoro come editor letterario per il giornale Chicago Herald, costringendo la famiglia a seguirla nell'Illinois nel 1884.
Nel tardo XIX secolo le donne avevano restrizioni nella partecipazione a vari sport, ma i Golf Club permettevano loro di giocare se accompagnate da un uomo. Abbott, insieme a sua madre, iniziò a praticare il golf al Chicago Golf Club di Wheaton, un sobborgo di Chicago. Venne allenata dai golfisti Charles B. Macdonald e H. J. Whigham, entrambi futuri vincitori degli U.S. Amateur. Abbott e Macdonald giocarono in squadra in un torneo nel 1897 a Washington Park; lei iniziò a vincere numerose competizioni locali e nel 1899 arrivò a concedere due handicap agli avversari. Era conosciuta per essere una "fiera competitrice" e per eseguire "backswing di classe". Lo stesso anno si trasferì a Parigi, dove la madre doveva scrivere una guida intitolata A Woman's Paris: A Handbook of Every-day Living in the French Capital (pubblicata nel 1900); Margaret studiò insieme ad Auguste Rodin ed Edgar Degas.

### Olimpiadi di Parigi

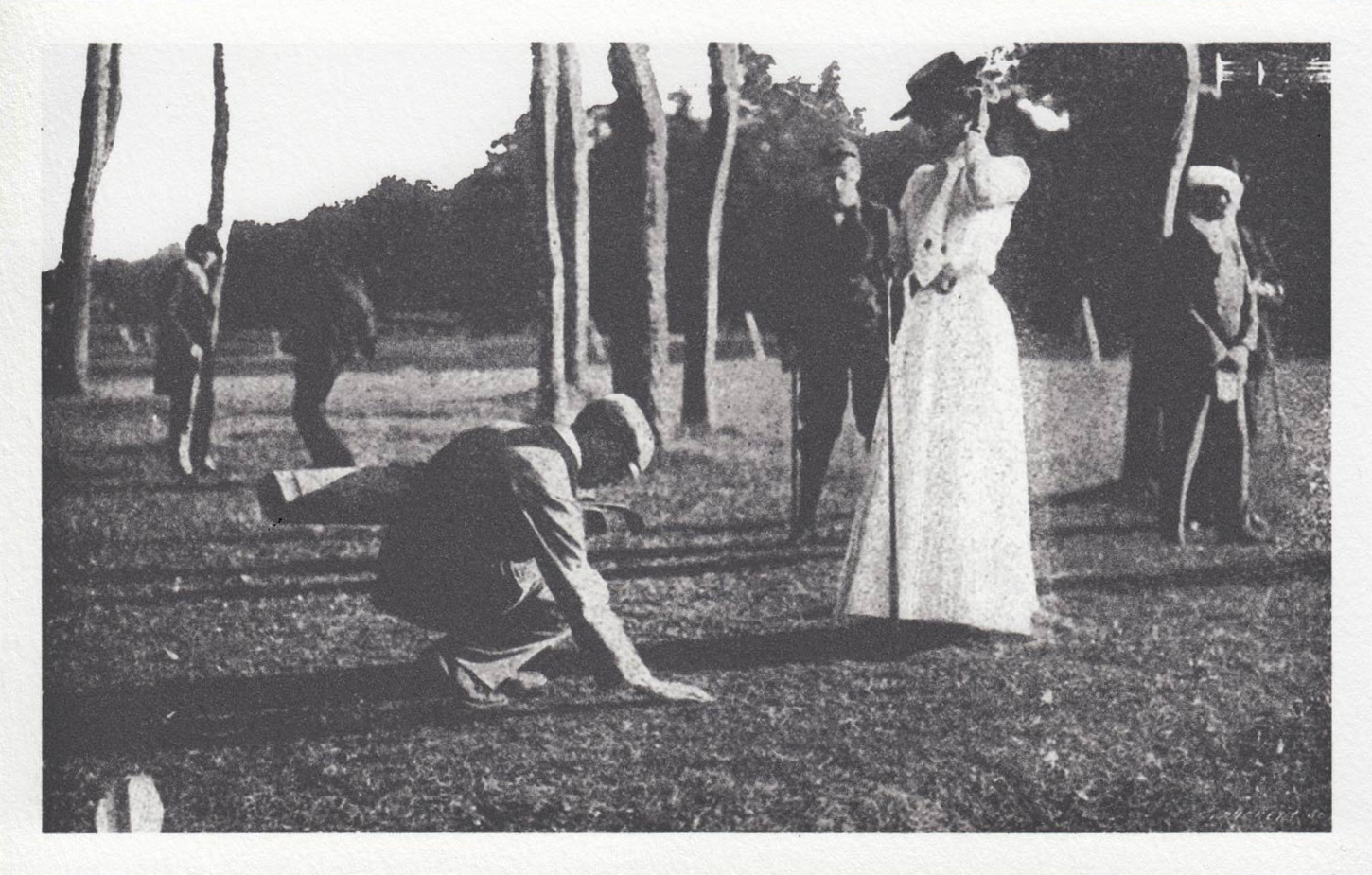
Margaret Abbott mentre disputa la partita di golf femminile delle Olimpiadi 1900 a Compiègne

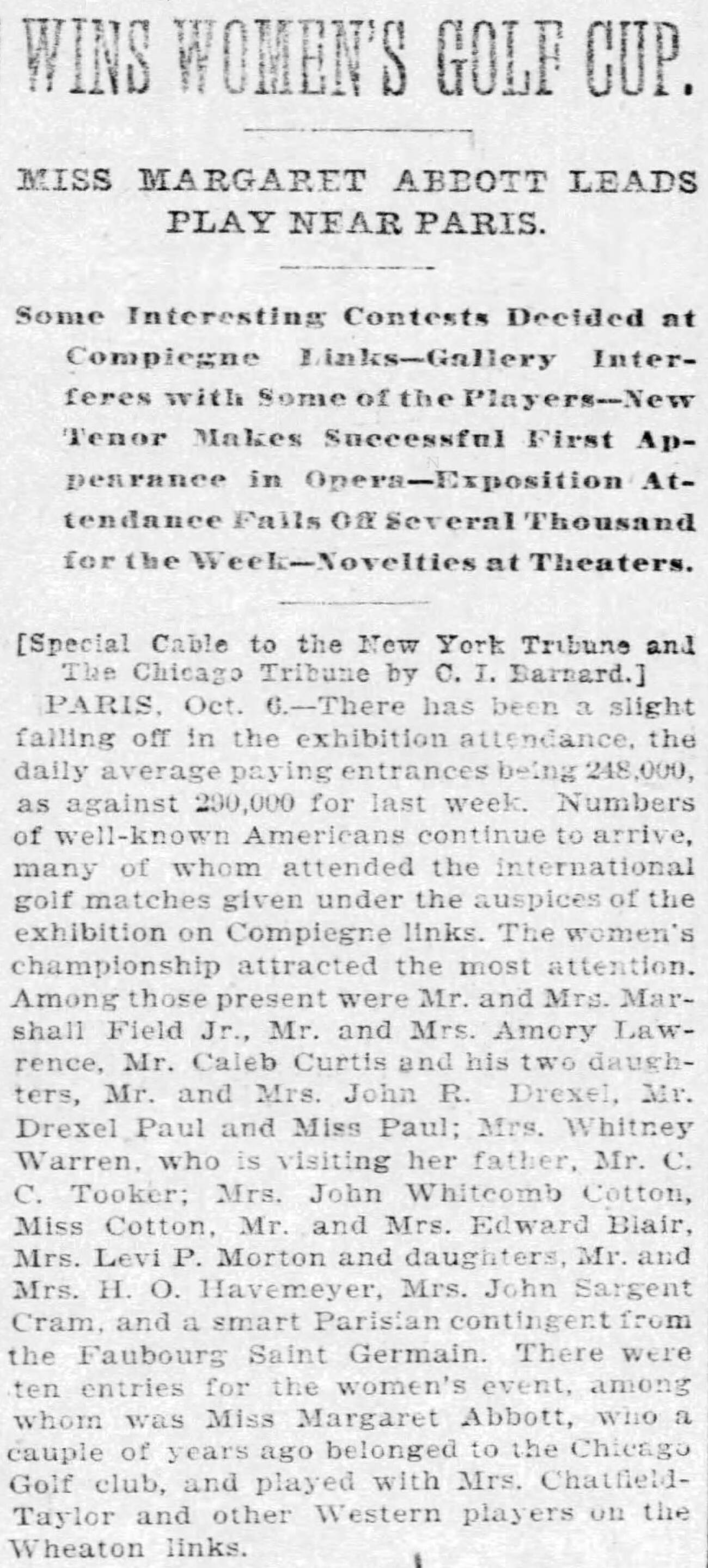
Articolo del Chicago Tribune sulla vittoria di Abbott del 7 ottobre 1900

I Giochi della II Olimpiade, tenutisi a Parigi tra maggio ed ottobre, furono le seconde Olimpiadi moderne. Pierre de Coubertin, rifondatore della manifestazione, aveva inizialmente pianificato le competizioni solamente per gli uomini. Tuttavia nel 1900 fu permesso alle donne di partecipare in 5 discipline: golf, tennis, vela, canottaggio ed equitazione. Su un totale di 997 atleti presenti a quell'edizione, solamente 22 erano donne. Gli eventi mancavano di attrezzature e strutture adeguate, non era prevista nessuna cerimonia di apertura o chiusura ed erano presenti nel programma ufficiale sport oggi insoliti, come il tiro alla fune, ma, parallelamente, si svolsero anche gare di volo dell'aquilone, mongolfiere e corse tra piccioni viaggiatori. Vennero programmati due eventi golfistici, uno per gli uomini e uno per le donne; quest'ultimo si tenne su 9 buche che spaziavano in distanza tra i 59 e i 195 metri dalla piazzola di partenza; chiamato "Prix de la ville de Compiègne", ovvero "Premio della città di Compiègne", si svolse il 3 ottobre a Compiègne, circa 48 chilometri a nord di Parigi.
Le Olimpiadi si svolgevano in contemporanea con l'Esposizione di Parigi 1900 e molti credevano che quest'ultima avesse oscurato la competizione sportiva. Perfino la rivista inglese Golf Illustrated si riferiva all'evento come una competizione "collegata con l'Esposizione parigina".
Abbott seppe del torneo da un articolo su un quotidiano. Prendendo una pausa dai suoi studi, decise di iscriversi insieme alla madre. Vinse con un punteggio di 47 colpi. Alle sue spalle si posizionò Pauline Whittier con 49 colpi, mentre Daria Pratt finì terza con 53. Mary Abbott arrivò settima a pari merito con un punteggio di 65. Tutte e dieci le partecipanti giocarono indossando lunghe gonne e cappelli e, secondo Philip Dunne, sua madre ammise successivamente alla sua famiglia che vinse il torneo "perché tutte le ragazze francesi apparentemente non capirono che si trattasse di un torneo di golf, presentandosi con tacchi troppo alti e gonne troppo strette".
Come premio per la sua vittoria Abbott ricevette un'antica ciotola in porcellana di Meissen cesellata in oro. I vincitori di altri eventi ai Giochi di Parigi ricevettero medagliette rettangolari in oro, argento e bronzo, disegnate dallo scultore francese Frédéric Vernon. Per moltissimi eventi non erano previste medaglie, bensì coppe, piatti e altri trofei simili.

### Vita successiva e morte

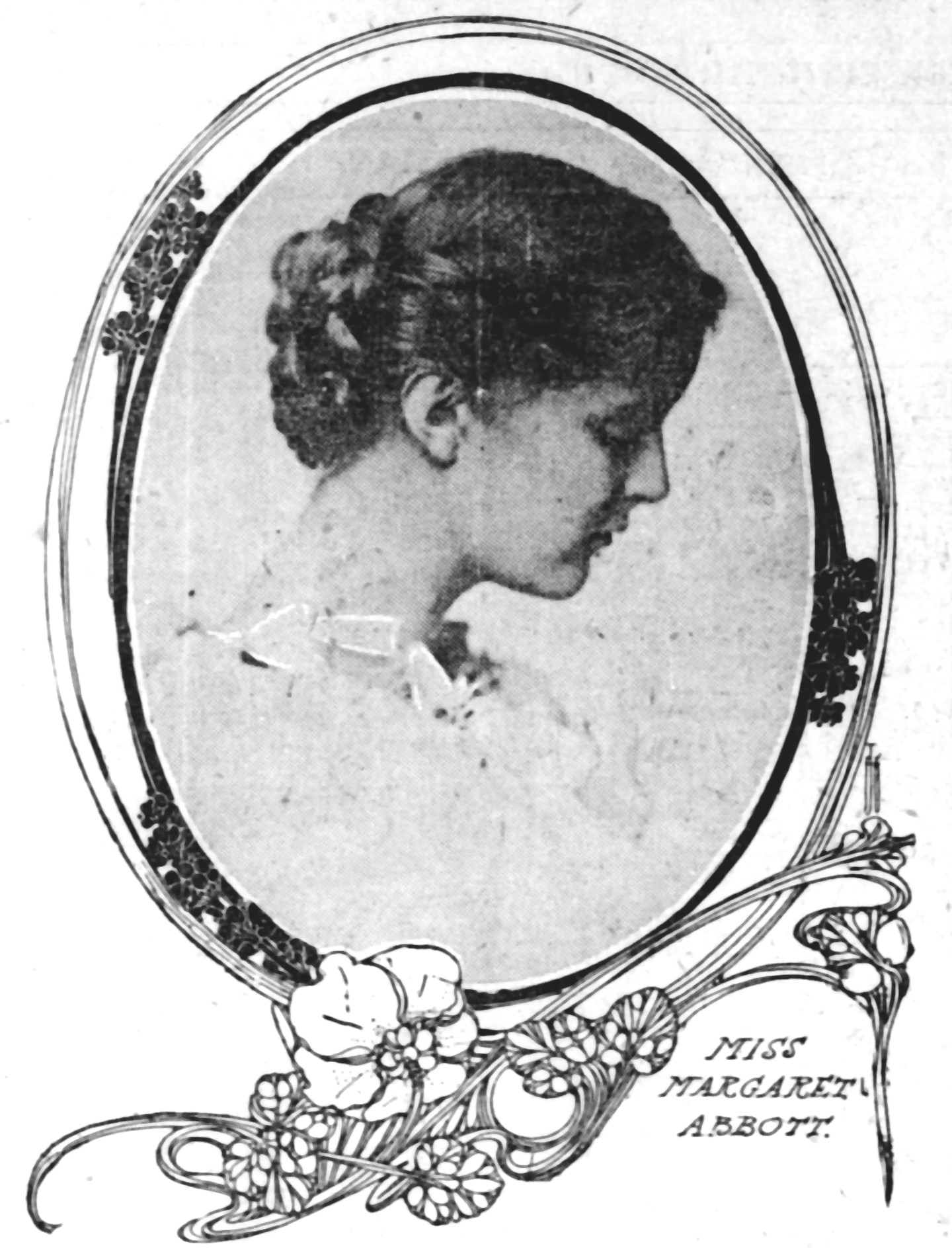
Abbott sul Chicago Tribune del 28 novembre 1902

Abbott rimase a Parigi e vinse un campionato francese prima di ritornare in America nel 1901. Sposò lo scrittore Finley Peter Dunne il 9 dicembre 1902 e, stando al Chicago Tribune, "fu celebrata nel modo più quieto e con più riservatezza possibile", ricevendo telegrammi d'auguri da "dozzine di [...] luminari della letteratura", compreso Sir Arthur Conan Doyle. La coppia si stabilì successivamente a New York, dove ebbe quattro figli, tra i quali il futuro scrittore Philip Dunne. Abbott non competé più in molti tornei a causa di un infortunio al ginocchio causato da un incidente d'infanzia che, avanzando con l'età, la tormentava sempre più. Tutte le fonti che collegavano Abbott al Chicago Golf Club furono distrutte in un incendio nel 1912. Abbott morì all'età di 76 anni, a Greenwich, Connecticut.

## Scoperta delle vittoria
Abbott non realizzò mai di aver partecipato e di esser stata la prima donna statunitense a vincere una competizione olimpica. La sua storia rimase sconosciuta fino a quando Paula Welch, professoressa all'Università della Florida e membro del Comitato Direttivo Olimpico, fece ricerche sulla sua vita durante gli anni '70; nel 1973 scoprì la vittoria di Abbott a Compiègne. Welch spese un decennio esaminando articoli di giornale che menzionavano i successi di Abbott in varie competizioni golfistiche. A metà anni '80 riuscì a contattare Philip, figlio di Abbott, informandolo della vittoria olimpica di sua madre. Analizzando le ragioni sul perché tale vittoria sia caduta nel dimenticatoio, Welch affermò che: "Non era presente la copertura mediatica che c'è oggi [...]. Lei poi tornò negli Stati Uniti d'America, si sposò, ebbe dei figli e giocò a golf, ma sicuramente non si concentrò su questo aspetto".
In un'intervista per Golf Digest nel 1984, Philip scrisse: "Non è da tutti i giorni venire a sapere che tua madre è stata una campionessa olimpica 80 anni dopo i fatti. La campionessa stessa ci ha sempre raccontato di aver solo vinto un torneo a Parigi". Quando alle Olimpiadi di Atlanta 1996 il comitato organizzativo decise di eleggere un atleta statunitense che rappresentasse ciascuna delle edizioni dei giochi, Margaret Abbott venne scelta come icona delle Olimpiadi del 1900. Dopo l'edizione parigina di inizio Novecento, il golf non fu presente ai Giochi come disciplina fino a Rio de Janeiro 2016.

### Fonti online
- (EN) Margaret Abbott: A Study Break, in Encyclopædia Britannica. URL consultato l'11 maggio 2022.
- (EN) Margalit Fox, Margaret Abbott: The First American Woman to Win an Olympic Championship, in The New York Times, 8 marzo 2008. URL consultato l'11 maggio 2022.
- (EN) Tao Tao Holmes, The First American Woman to Win an Olympic Championship Didn't Even Know It, in Atlas Obscura, 10 agosto 2016. URL consultato l'11 maggio 2022.
- (EN) Stuart Lieberman, Margaret Abbott Aced Team USA's First Women's Olympic Gold Medal and Didn't Know It, su teamusa.org, Comitato Olimpico degli Stati Uniti, 21 marzo 2016. URL consultato l'11 maggio 2022 (archiviato dall'url originale il 24 marzo 2016).
- (EN) Margaret Ives Abbott, su olympics.com, Giochi olimpici. URL consultato l'11 maggio 2022.
- (EN) Margaret Abbott, the Olympic Golf Champion Who Died Without Knowing It, su olympics.com, Giochi olimpici, 5 ottobre 2021. URL consultato l'11 maggio 2022.
- (EN) Olympic Games Paris 1900 — Medal Design, su olympics.com, Comitato Olimpico Internazionale. URL consultato il 12 agosto 2021.
- (EN) Kori Rumore, Chicago Golfer Margaret Abbott was the 1st American Woman to Win a Gold Medal at the Olympics – But She Never Knew it. Here's Why., in Chicago Tribune, 4 agosto 2021. URL consultato l'11 maggio 2022.
- (EN) Katie Taylor, Margaret Ives Abbott, su womenshistory.org, National Women's History Museum, 23 giugno 2022. URL consultato l'11 maggio 2022 (archiviato dall'url originale il 23 giugno 2022).
- (EN) An Unknowing Historymaker: Margaret Abbott was the First American Female to be an Olympic Champion, su usopm.org, United States Olympic & Paralympic Museum, 7 marzo 2020. URL consultato il 12 maggio 2022.
- (EN) Recognizing First U.S. Women's Champion Is A Step In The Right Direction, University of Florida, 9 luglio 1996. URL consultato il 27 giugno 2022.

### Fonti a stampa
- (EN) Mary Abbott, A Woman's Paris: A Handbook of Every-day Living in the French Capital, Small, Maynard & Company, 1900.
- (EN) C. I. Barnard, Wins Women's Golf Cup. — Miss Margaret Abbott Leads Play Near Paris., in Chicago Tribune, Chicago, 6 ottobre 1900,  p. 9. URL consultato il 16 giugno 2023.
- (EN) Playing Dress-Up Hurt Athletes in 1900, in Los Angeles Times, 25 giugno 1984. URL consultato il 16 giugno 2023.
- (EN) D. Margaret Costa e Sharon Ruth Guthrie, Women and Sport: Interdisciplinary Perspectives, Human Kinetics, 1994.
- (EN) Elmer Ellis, Mr. Dooley's America: A Life of Finley Peter Dunne, Archon Books, 1969.
- (EN) Lynne Emery, Women's Participation in the Olympic Games: A Historical Perspective, in Journal of Physical Education, Recreation & Dance, vol. 55, n. 5, 1984,  pp. 62-72.
- (EN) Linda K. Fuller, Female Olympian and Paralympian Events: Analyses, Backgrounds, and Timelines, Springer Publishing, 2018.
- (EN) Bill Mallon, The 1900 Olympic Games: Results for All Competitors in All Events, with Commentary, McFarland & Company, 1998. URL consultato l'11 giugno 2022.
- (EN) Bill Mallon e Randon Jerris, Historical Dictionary of Golf, Scarecrow Press, 2011.
- (EN) International Tournament at Compiègne, in Golf Illustrated, vol. 6, n. 70, London, 12 ottobre 1900,  pp. 28-29.
- (EN) Patricia Campbell Warner, Part One: The Influence of Fashion. Chapter 5, Women Enter the Olympics: A Sleeker Swimsuit, in When the Girls Came Out to Play: The Birth of American Sportswear, University of Massachusetts Press, 2006.
- (EN) Paula Welch, Search for Margaret Abbott (PDF), in Olympic Review, vol. 182, 1982,  pp. 752-754. URL consultato il 9 febbraio 2024 (archiviato dall'url originale il 12 settembre 2016).